# Wild Heerbrugg
Wild Heerbrugg byla švýcarská firma, která vyráběla geodetické a fotogrammetrické přístroje. Dále vyráběla optické přístroje pro vojenské a lékařské účely. V roce 1990 fúzovala do skupiny Wild Leitz group. Jejím nástupcem je firma Leica Geosystems.

## Dějiny
Dne 26. dubna 1921 založili plukovník Jacob Schmidheiny, geolog Dr. Robert Helbling a zeměměřický inženýr Heinrich Wild v městečku Heerbrugg firmu "Heinrich Wild, Werkstätte für Feinmechanik und Optik". Dílna měla na počátku 30 zaměstnanců. Wild byl v té době již zkušeným konstruktérem geodetických přístrojů - v letech 1907 byl pověřen založením oddělení geodetických přístrojů u firmy Carl Zeiss v Jeně a toto oddělení až do roku 1919 vedl. Začal vývoj vteřinového teodolitu Wild T2. Záhy začal vývoj fotogrammetrických přístrojů, prvními byly fototeodolit z roku 1922 a první vyhodnocovací přístroj, stereoautograf Wild A1, který byl uveden na trh v roce 1923.
V roce 1923 byla firma transformována na akciovou společnost a její název změněn na Verkaufsaktiengesellschaft Heinrich Wild. V roce 1954 došlo k novému přejmenování na Wild Heerbrugg AG. V roce 1972 začala spolupráce s firmou Ernst Leitz Wetzlar GmbH, která vedla 1. ledna 1987 ke sloučení firem do Wild Leitz group.
Dne 13. května 1988 zakoupila Wild Leitz group svého největšího konkurenta, firmu Kern & Co. AG.
Dne 2. dubna 1990 se spojily firmy Wild Leitz group a Cambridge Instrument Company Plc. do Leica Holding B.V. group. Výroba geodetických přístrojů pak byla soustředěna do uskupení Leica Geosystems.

## Výrobní sortiment

### Geodetické přístroje

#### Teodolity
Vteřinový teodolit Wild T2 byl prvním výrobkem firmy. Jeho vývoj byl zahájen v roce 1921 a na trh byl uveden v roce 1923. Jeho kvality dokládá mimo jiné fakt, že byl sériově vyráběn nepřetržitě od roku 1923 do roku 1996 (tedy 73 let) jen s minimálními konstrukčními úpravami. Vytlačen byl až nástupem elektronických teodolitů.
Firma postupně vyráběla kompletní řadu teodolitů:
- Wild T0 - buzolní teodolit (vyráběn 1932-1990)[1]
- Wild T16 - minutový teodolit s odečítací mřížkou (vyráběn 1956-1995) [2]
- Wild T1 - desetivteřinový teodolit s optickým mikrometrem (vyráběn 1933-1996)[3]
- Wild T2 - univerzální vteřinový teodolit (vyráběn 1923-1996)[4]
- Wild T3 - triangulační teodolit (vyráběn 1925-1988)[5]
- Wild T4 - astronomický teodolit (vyráběn 1941-1981)[6]
- Wild T1000, T1600, T2000 - Digitální teodolity, které bylo možné doplnit nasazovacím světelným dálkoměrem. Variantou byly totální stanice se zabudovaným dálkoměrem TC1000, TC1600 a TC2000

#### Dálkoměry a tachymetry
- Wild RDS - autoredukční diagramový tachymetr založený na teodolitu Wild T16 (vyráběn 1950-1989)[7]
- Wild RDH - autoredukční dvojobrazový tachymetr založený na teodolitu Wild T16 (vyráběn 1950-1965)[8]
- Wild TC1 první elektronický tachymetr (kombinace elektronického teodolitu a světelného dálkoměru s automatickou registrací naměřených dat. Vyráběn od roku 1977.[9]
- Wild TC1600 - totální stanice vyráběná (vedle jiných modelů) v letech 1986-1992

#### Světelné dálkoměry
V roce 1968 začal ve spolupráci s francouzskou firmou Sercel vývoj infračerveného světelného dálkoměru. Ten byl uveden na trh následujícího roku pod označením Wild DI10. V roce 1986 byl vyvinut první laserový bezodrazný dálkoměr Wild DIOR. V roce 1988 začala výroba nasazovacích světelných dálkoměrů Wild Distomat. To umožňovalo vytvářet různé kombinace elektronických teodolitů a světelných dálkoměrů pro různé druhy prací (například teodolit Wild T1000 + nasazovací dálkoměr Wild DI1000). Paralelně byly vyráběny totální stanice s vestavěným dálkoměrem (totální stanice Wild TC1000).

#### Nivelační přístroje
Ve výrobním programu byly nivelační přístroje pro všechny typy nivelace od stavebních přístrojů po přístroje pro velmi přesnou nivelaci. Konstruktéři firmy Wild pomocí soustavy hranolů převedli obraz nivelační libely do zorného pole dalekohledu, což značně urychlilo práci při měření. Od roku 1960 začala firma vyrábět nivelační přístroje s automatickým kompenzátorem. Přístroje se často vyráběly ve dvou verzích: s vodorovným úhloměrným kruhem a bez něho. Příklady nivelačních přístrojů firmy Wild jsou:
- Wild N1 - NK1 pro technickou nivelaci[11]
- Wild N II - N2 - NK2 -N21 - NK21[12]
- Wild NA2 - NAK2 pro přesnou nivelaci (střední kilometrová chyba 0,7 mm)[13]
- Wild N III / N3 pro velmi přesnou nivelaci (střední kilometrová chyba 0,2 mm)[14]
- v roce 1990 začala výroba prvního digitálního nivelačního přístroje Wild NA2000[15]

### Přijímače GPS
V roce 1984 začala výroba první zeměměřické stanice Wild WM101. V roce 1991 to byl první přijímač systému RST (Rapid Static Technologie).
Aktuální sortiment geodetických přístrojů byl na přelomu osmdesátých a devadesátých let vyráběn pod označením Leica / WILD a posléze dále vyvíjen pod značkou Leica Geosystems.

### Fotogrammetrické přístroje

#### Měřické kamery pro pozemní fotogrammetrii
- fototeodolity Wild P30 (z roku 1922) - P32, Wild FT9
- stereofotogrammetrické kamery Wild C12, C40, C120

#### Letecké měřické kamery
- ruční letecké měřické kamery Wild C
- řadové letecké měřické kamery Wild RC1 - RC30

#### Objektivy
Dne 15. února 1946 nastoupil do firmy Wild konstruktér Ludwig Bertele (1900-1985), který se již před tím proslavil konstrukcí mimořádně světelného objektivu Ernostar 1:2/10 cm pro fotoaparáty Ermanox, a objektivů Sonnar a Biogon pro fotoaparáty Contax. Pro řadové letecké měřické kamery Wild RC navrhl širokoúhlé objektivy:
- Aviotar 1:4, - s úhlem záběru 60 stupňů
- Aviogon 1:5,6 - širokoúhlý objektiv typu Biogon s úhlem záběru 90 stupňů
- Super-Aviogon 1:5,6 - super širokoúhlý objektiv s úhlem záběru 120 stupňů[16]

Objektivy se vyráběly v různých ohniskových vzdálenostech pro formáty 18x18 cm a 23x23 cm.

#### Vyhodnocovací přístroje
- stereoautografy Wild A1 až A10
- stereoskopy
- analytické plotry BC1 až SD3000

### Lékařské přístroje
Vývoj mikroskopů začal v roce 1943 a na trh byly mikroskopy Wild dodávány v letech 1947-1990. Výroba pak přešla do firmy Leica Microsystems.
- optické mikroskopy
- stereoskopické mikroskopy

### Vojenská zařízení
Vojenské přístroje a zařízení vyráběla firma od roku 1932.
- dalekohledy, periskopy
- zaměřovací zařízení, puškohledy
- vojenské zeměměřické přístroje, teodolity, goniometry, dvojobrazové dálkoměry